# Náboženská konverze

Obrácení sv. Pavla od Petera Brueghela

Náboženská konverze (z lat. conversio, obrácení) je označení pro proces, kdy člověk přijal novou náboženskou identitu nebo změnil dosavadní vyznávané náboženství. Opačným procesem je apostáze (odpadnutí od víry).
Náboženská konverze představuje často významný přelom v životě člověka a v některých případech může jeho život zcela změnit, ať už pro rozdílný přístup k životu předchozího a nového světonázoru, nebo pro praktické důsledky, které konverze může mít. Konverze je ve společnosti většinou iniciována shora.
V důsledku konverze může dojít k zpřetrhání a nahrazení dosavadních společenských a rodinných vazeb konvertity – někdy prostě rodina odmítá tuto změnu akceptovat a rozejde se s konvertitou ve zlém, někdy jde o důsledek toho, že některé náboženské společnosti svým členům zakazují stýkat se s odpadlíky. Stranění (tzv. shunning) bývá považováno za jeden z typických znaků sekt. Je ale praktikováno mezi jinými i v ustálených náboženstvích křesťanství, judaismu a islámu.

## Typy konverze
Podle psychologa a religionisty Lewise R. Ramba lze rozlišovat pět druhů konverze. Základním kritériem přitom je to, do jaké míry musí dojít ke kulturní a společenské změně, aby byl jedinec považován za konvertitu:
Apostáze (apostasy) je akt zavržení náboženské tradice nebo její víry jedincem, který se s ní dříve identifikoval. Laicky lze popsat jako odpadnutí od víry. Bývá považována za opak konverze. V souvislosti se ztrátou nebo nedostatkem náboženské víry se užívá také pojmu dekonverze (deconversion). Rozdíl mezi oběma pojmy je subtilní, ale zásadní: apostáze podle P. Říčana znamená „odklon od náboženství k nenáboženskému světovému názoru“, zatímco dekonverze „odklon od náboženského přesvědčení, přijatého předchozí konverzí, a to buď k ateismu, nebo k jinému náboženství.“
Intenzifikace (intensification) je znovuoživení víry, k níž měl jedinec dříve sympatie. Dochází k ní v případech, kdy řadoví členové náboženského společenství postaví svoji oddanost víře do středu svého života anebo když se prohloubí jejich začlenění do náboženského společenství prostřednictvím nějaké hluboké náboženské zkušenosti, např. sňatku, narození dítěte, umírání.
Afiliace (affiliation) je pohyb jedince či skupiny od minimálního náboženského závazku směrem k jeho maximalizaci prostřednictvím instituce či náboženské skupiny. Afiliace představuje kontroverzní pojem, neboť využívá manipulativních strategií, s nimiž bývají spojována zejména nová náboženská hnutí (Hare Krišna) či křesťanští fundamentalisté.
Institucionální přechod (institutional transition) je proces, při němž jedinec či skupina změní v rámci jedné tradice výchozí komunitu za jinou. Jedná se např. o konverzi od baptistů k presbyteriánům (obojí se odehrává v rámci jedné tradice: protestantismu). Tento proces bývá také označován jako změna denominace (denominational switching) a může k němu docházet i z pragmatických důvodů (např. geografická vzdálenost).
Změna tradice (tradition transition) je proces, při němž jedinec či skupina změní výchozí komunitu za jinou, a to napříč tradicemi. Jedná se o fenomén, který se historicky objevoval i v masovém měřítku (např. christianizace při kolonizaci Ameriky Evropany). Příkladem změny tradice je konverze od křesťanství k islámu.

## Příčiny náboženské konverze
V sociologii náboženství se rozlišuje několik různých faktorů ovlivňujících (nebo přímo způsobujících) náboženskou konverzi. Hlavními faktory jsou zejména:
a) Psychofyziologická odpověď na stres a nátlak
Konverze je výsledkem vědomého nátlaku jedné osoby či společenství, jemuž konvertita není již schopen dále vzdorovat (vyskytuje se např. v nových náboženských hnutích).
b) Individuální předpoklady osobnosti konvertity
Psychologický profil konvertity a jeho individuální pohled na víru.
c) Situační faktory a jiné společenské vlivy
Konverze je zásadně ovlivněna společenským kontextem, v němž se konvertita nachází (např. rodinná tradice, okruh přátel apod.).
Ze sociologického hlediska se na konverzi pohlíží buď jako na dlouhodobý, kontinuální proces pozvolné změny, anebo jako na radikální, náhlou změnu pohledu na svět a na náboženské otázky.

## Motivace pro konverzi
John Lofland a Norman Skonovd vymezili šest základních rozdílných motivací jedince ke konverzi. Jejich přístup přitom kombinuje konvertitovu subjektivní zkušenost s vědeckým, objektivním pohledem na věc. Jejich šest typů motivace je intelektuální (intellectual), mystická (mystical), experimentální (experimental), afektivní (affectional), revivalistická (revivalist) a vnucená (coercive).
1) Intelektuální motivace spočívá v tom, že jedinec hledá své náboženské a spirituální ukotvení skrze knihy, televizi, přednášky a další média, která zahrnují určitou míru sociální interakce. Tento typ motivace je silně navázán na studium, získávání informací a racionalitu. Předpokládá u jedince jeho vlastní iniciativu ke hledání různých řešení a alternativ. K momentu uvěření obvykle dochází před tím, než se jedinec aktivně zapojí do náboženských rituálů a společenství.
2) Mystická motivace je někdy považována za prototyp náboženské konverze – je případem např. i Pavla z Tarsu. Mystická konverze se zpravidla odehraje jako náhlý a emocionálně silný prožitek „prohlédnutí“, které mohou doprovázet paranormální zkušenosti jako vidění, hlasy atd.
3) Experimentální motivace se rozšířila zejména v průběhu 20. století, kdy došlo k uvolnění vztahu k náboženství a zároveň se otevřely nové možnosti náboženského ukotvení. Jedinec s experimentální motivací obvykle zkoumá, zkouší a hledá různé alternativy náboženského života, přičemž k uvěření nedojde, dokud si jedinec experimentálně neověří, že zvolený systém je ten pravý (tj. přináší mu podporu a výhody).
4) Afektivní motivace akcentuje interpersonální vztahy daného jedince. Ústředním faktem afektivní motivace je osobní zkušenost s pocitem přijetí, lásky, péče, kterou mu projevuje náboženská skupina a její představitelé.
5) Revivalistická motivace se podle Loflanda a Skonovda vyskytuje v současnosti řidčeji než v 19. století. Je spojena s emocionálním vzrušením, které je v jedinci podněcováno způsobem, jakým je náboženská zkušenost prezentována. Revivalistické zkušenosti zpravidla zahrnují působivou hudbu a kázání. Skupinová zkušenost je navíc často posilována tím, že je jedinec cíleně vyhledán rodinnými příslušníky či přáteli, kteří mají přímý vliv na jeho konverzi.
6) Vnucená motivace je podle Loflanda a Skonovda relativně vzácná. Jejím základem je donucovací strategie a nátlak, který může mít různou intenzitu a formu – od verbálního přesvědčování až po spánkovou či výživovou deprivaci. Následkem těchto vnějších vlivů ztrácí jedinec rezistenci vůči předkládaným názorům, podvoluje se jim a přijímá je. Je to typ motivace, s nímž je zpravidla spojena určitá forma psychického teroru a vyvolávání strachu za účelem získání kontroly nad jedincovým životem.

## Konverze v judaismu
V židovství je archetypem konvertity Abram (Abrahám), který společně s ženou Sárou opustil svůj dosavadní svět, přestoupil na víru v pravého Boha a následoval jej k službě a budoucímu zaslíbení. Akt konverze se v židovství nazývá gijur. Za iniciační rituál, kdy se člověk stává členem židovské obce, je považována obřízka.
Židovská konverze je historicky až poexilní fenomén. Zrodil se v perském období a rozvíjel se zejména v kosmopolitním a kulturně rozmanitém helénistickém prostředí. Až do moderní doby ovšem nebyl zásadním tématem.
Důležitým starozákonním příkladem konverze je příběh Rút – Moábky, která se odmítla vrátit k sobě domů, ale odešla mezi Judejce, kde se vdala za Boáze a přistoupila na jeho víru: Ale Rút jí odvětila: „Nenaléhej na mne, abych tě opustila a vrátila se od tebe. Kamkoli půjdeš, půjdu, kdekoli zůstaneš, zůstanu. Tvůj lid bude mým lidem a tvůj Bůh mým Bohem. Kde umřeš ty, umřu i já a tam budu pochována. Ať se mnou Hospodin udělá, co chce! Rozdělí nás od sebe jen smrt.“ (Rút 1, 16–17)

## Konverze v křesťanství
V křesťanství jsou obvykle rozlišovány dva fenomény: konverze nevěřícího ke křesťanství (tento člověk se oficiálně stane členem náboženské obce po absolvování iniciačního rituálu křtu, některé křesťanské proudy považují za moment obrácení vyznání víry) a konverze od jednoho vyznání k jinému (opakovat křest obvykle není nutné).
Součástí konverze ke křesťanství je obvykle pokání za dosavadní hříchy, přijetí Ježíše Krista za Pána a Spasitele a závazek následování evangelia. Oficiálnímu přijetí konvertity do církve obvykle předchází určitý časový úsek (tradičně zvaný katechumenát), který konvertita (katechumen) věnuje studiu křesťanského učení pod vedením duchovního nebo jiného zkušeného člena církve (délka této periody je velmi individuální a může trvat řádově měsíce i roky). Iniciační rituály se napříč křesťanskými denominacemi liší. Nejčastější praxí je křest, který ovšem neprovádějí a nevykládají všechna společenství stejně. Většina hlavních křesťanských proudů uznává křest za univerzálně platný (katolíci, kalvinisté, lutheráni, pravoslavní atp.), pokud je při křtu vodou použita trojiční formule. Některé církve považují pro akt konverze za dostatečné pouhé přiznání se ke Kristu jako ke Pánu.

#### Katolictví
Římští katolíci uznávají všechny způsoby křtu vodou: ponoření, polití i pokropení, pokud je použita trojiční křestní formule (např. „já tě křtím ve jménu Otce i Syna i Ducha Svatého“), a to i když křest neprovádí katolík. Konvertité z tradičních křesťanských proudů (protestanti či pravoslavní) proto nemusejí absolvovat křest znovu, ale pouze vyznají svoji víru při mši. Po přijetí do církve (a obvykle i biřmování) mohou přistupovat k eucharistii.

#### Protestantismus
Luteráni chápou konverzi nebo obnovení víry jako akt Boží milosti a moci, která člověka-hříšníka vytrhla z moci hříchu, a jen skrze kterou je schopen přijmout dary, jež mu skrze vykoupení daroval Ježíš Kristus. Evangelíci obvykle nepožadují po dříve pokřtěných konvertitech, přicházejících z jiných církví, opakování křtu, ale některé denominace cizí křty neuznávají a požadují opakování (např. mormoni nebo Svědkové Jehovovi). Evangelikálové naopak často nepovažují křest vodou za nutný, křesťanem se člověk stává v okamžiku, kdy vyzná Ježíše za svého Pána. Církve vzešlé z radikální reformace jako baptisté uznávají za platný pouze křest úplným ponořením. V některých protestantských církvích (např. evangelíci) existuje rituál konfirmace, tedy přiznání se ke křtu, resp. jeho obnovení. V některých sborech je věřící teprve až po konfirmaci považován za plnoprávného člena církve, který může přijímat chléb a víno při Večeři Páně. Souvisí to s faktem, že většina členů je pokřtěna již v raném věku, a konfirmace tak symbolizuje vstup do dospělosti a vědomé nastoupení cesty víry.

#### Pravoslaví
V rámci pravoslaví se vyskytují různé pohledy na to, jak přijímat konvertity z jiných křesťanských církví. Někteří pravoslavní kněží považují za platný pouze křest provedený trojím ponořením do vody, většinou se však křest považuje za univerzálně platný, pokud byla dodržena trojiční formule.

## Konverze v islámu
Podle muslimské věrouky se každý člověk rodí jako muslim, přesněji řečeno jako přináležící k „přirozenému náboženství“ (tzv. fitra), svoji víru ovšem vědomě přijme až v pozdějším věku. Z tohoto důvodu v současnosti mnoho muslimů preferuje pojem „návrat“. Formálně se člověk stává muslimem odříkáním tzv. šahády, neboli vyznáním víry, v přítomnosti nejméně dvou svědků. Tímto aktem (iniciačním rituálem) se člověk stává součástí muslimské komunity a vyznavačem, tzv. šahídem. Součástí konverze k islámu je tak přihlášení se k principu Boží jedinosti (tawhíd) a uznání Mohameda za proroka. Vzhledem k tomu, že islám nepracuje s předpokladem prvotního hříchu, nemá rituál obdobný křtu, při němž jsou symbolicky smyty hříchy. Doporučuje se nicméně provést rituální koupel (ghusl) jako přípravu na modlitbu před konverzí.
Kromě toho je islám spolu s křesťanstvím a judaismem považován za misijní náboženství. Muslimská misie se nazývá daʿawa a je zmiňována přímo v Koránu: „Vyzývej k cestě Pána svého moudrostí i kázáním krásným a veď s nimi spor slovy nejlepšími!“ (Korán 2:256).
Zejména v posledních letech vešel do popředí v souvislosti s šířením islámu pojem islamizace, přestože se nejedná o novodobý fenomén, ale proces, který probíhal již v raném období islámu. V první třetině 7. století dobyli muslimové Jeruzalém, vytrhli jej z Byzantské říše a získali pod svoji nadvládu. Postupně ve válkách porazili Peršany (637) a Egypťany (641). Většina těchto území se v průběhu času stala majoritně muslimskými. Proces islamizace ovšem ve většině případů trval staletí, navzdory rozšířenému stereotypu, tvrdícímu, že islám se šíří „mečem“ a vynucenými konverzemi. Kořeny tohoto stereotypu pravděpodobně sahají do středověku do období válek mezi křesťany a muslimy ve Středozemí, a také jsou spojeny s tažením Osmanů po Evropě v 16. a 17. století.
V mnoha islámských zemích je konverze od islámu trestným činem a podle přísnějšího výkladu islámského práva se trestá smrtí. Kritika odmítnutí islámu se objevuje již v Koránu: "Muhammad je pouze poslem a před ním odešli již jiní poslové. A jestliže zemře anebo bude zabit, obrátíte se nazpět? (3:144)" Již v počátcích existence islámu existují historické doklady o odpadlících. První muslimský chalífa, Abú Bakr, zápasil s členy arabských kmenů, kteří porušili své závazky vůči islámu a Mohamedovi po jeho smrti. Tyto konflikty jsou známy jako apostatické války či ridda. Obecně se v rámci islámu chápe odpadnutí od víry za čin, za něž náleží trest smrti, tento koncept ovšem není v Koránu zmíněn. V moderní době se stále častěji objevují v muslimském prostředí názory, které pohlížejí na apostaty či konvertity liberálněji a nepovažují zavržení islámu za trestuhodné. Stále se ovšem vyskytují případy, kdy konverze vzbuzuje tak prudké pobouření, že se neobejde bez násilností.

## Konverze ve východním náboženství

### Buddhismus
Osoby nově přistupující k buddhismu tradičně přijímají útočiště (vyjadřují víru ve Tři klenoty – Buddha, Dharma a Sangha) před mnichem, jeptiškou nebo podobným zástupcem, často sanghou, komunitou praktikujících, nebo také v účasti na rituálu.
V dějinách buddhismu byly konverze celých zemí a regionů k buddhismu časté a buddhismus se šířil po celé Asii. Například v 11. století v Pugamském království král Anoratha obrátil celou svou zemi na thérevádový buddhismus. Na konci 12. století Džajavarman VII. připravil půdu pro přechod Khmerů na thérevádový buddhismus. [zdroj⁠?!]

## Náboženská konverze v sociologii
V sociologii představuje problematika náboženské konverze významný fenomén. Věnuje se mu zejména sociologie náboženství. Ta rozlišuje několik druhů konverze podle toho, jakou roli v něm hrála vlastní vůle konvertity (anebo naopak vnější – donucovací vlivy). Historicky bylo dlouhodobě pohlíženo na proces náboženské konverze jako na psychopatologický jev. Tento trend byl rozšířen zejména v 60. letech 20. století. Od 60. let 20. století se také proměňuje pohled na konverzi jako na individuální akt, a tento mikro pohled ustupuje. Začíná se rozšiřovat makro pohled, jehož cílem je popsat a vysvětlit případy rozsáhlých, masových konverzí (tzn. konverze velkého množství lidí v relativně krátkém časovém úseku). Předpokládá totiž, že u těchto typů konverze musí být zásadně důležité sociální a kulturní faktory.
Sociologicky lze náboženskou konverzi definovat různými způsoby. V rámci křesťanství a judaismu ji lze definovat např. jako „radikální rozhodnutí pro odmítnutí zla a snaha skrze víru navázat kontakt s Bohem.“ Jiní (např. A. D. Nock) rozlišují mezi židovskou/křesťanskou konverzí a konverzí starověkého pohanství, přičemž v prvním případě se jedná o konverzi radikální, kompletní a volní, zatímco v případě druhém jde spíše o přilnutí k určitému způsobu života.

### Holistický model L. R. Ramba
Náboženská konverze ovšem představuje tak komplexní problém, že je obtížné ji definovat. Lewis W. Rambo proto nabízí tzv. holistický model, v němž se snaží různé aspekty související s konverzí zohlednit. Rambo se domnívá, že aby bylo možné procesu konverze plně porozumět, je třeba věnovat se hlediskům antropologickým, sociologickým, psychologickým a religionistickým, a to s přihlédnutím k pohledům dalších oborů (biologie, ekonomie, politologie atd.). Rambo tak vyčleňuje čtyři základní komponenty konverze: kulturní, sociální, personální a náboženský. Každý z těchto komponentů přitom hraje při konverzi jinak závažnou roli.

##### Kulturní komponenta
Týká se symbolů, rituálů, mýtů a dalších kulturně podmíněných významů, které se podílejí na intelektuálním, morálním a spirituálním ladění jedince. Důležitá je také role jazyka, v němž je kultura zásadním způsobem ukotvena, a skrze který jsou kulturní hodnoty sdíleny. Důležité je sledovat také to, jaký dopad má v kultuře náboženská konverze, jaká symbolika je s ní spojena, jakým způsobem je v kultuře prováděna a jaký je stav vývoje nových náboženských směrů v dané kultuře.

##### Sociální komponenta
Týká se toho, v jaké společenské situaci ke konverzi došlo, vztahů potenciálních konvertitů či charakteristiky náboženských skupin, k nimž jedinec konvertuje.

##### Psychologická komponenta
Týká se změn jedincova myšlení, pocitů či jednání. Zabývá se tím, jaké psychologické stavy či emoce konverzi předcházejí (např. beznaděj, konflikt, provinilost atp.).

##### Náboženská komponenta
Týká se jedincova náboženského naladění a jeho vztahu ke spiritualitě.

### Problematika statusu konvertity
Jedním z témat týkajících se konverze je otázka vztahu konvertity a „tradičního věřícího“ (tj. jedince zakotveného v určité víře od narození). V rámci křesťanství se objevuje stereotyp, který na konvertitu pohlíží spatra. Český sociolog a teolog Jan Jandourek se nad tímto tématem zamýšlí takto:
Je tady ale jedna podstatná věc, o kterou mi tu jde především. Jaký je rozdíl mezi vírou konvertity a tradičního věřícího. Rabín Lionel Blue píše: „Když vycházíte ze světských pozic jako já, nebudete mít s tradicí stejný vztah jako klášterní jeptiška a můžete se s ním vyrovnávat jedině ve světle vlastní zkušenosti. Pro věřící lidi je tradicí svatý text, jejich život je k němu svým způsobem jakýsi komentář. Ovšem u člověka sekulárního, který se teprve sbližuje s náboženstvím, jde do značné míry obrácený proces. Váš život, vaše zkušenost představuje ten text a tradice i onen komentář, jenž vám pomáhá váš život pochopit.“ Tato pasáž je dost klíčová. I když to teologicky nemusí někomu sedět, je východiskem konverze konvertita. Obrací se sice k nějakému náboženství, ale stejně si ho interpretuje po svém. Vždycky bude žít s tím, že si vybral a že jeho volba nebyla samozřejmá. Mohl se také rozhodnout radikálně jinak – nebo trochu jinak. Objeví se samozřejmě kritici, kteří mluví v takových případech o eklekticismu a náboženském supermarketu, kde si každý vybírá, co se mu líbí. To je jejich věc. Ovšem také moje a jim po tom nic není. Ve skutečnosti si vybírají všichni. Pokud se někdo rozhodne, že je mu milá tridentská verze katolictví, ať v ní žije. Sotva tedy donutí papeže, aby zase nosil tiáru, což ho bude v jeho obrácení se ke Kristu poněkud rmoutit, ale může si její obrázky dávat doma na nástěnku a pravidelně se na to pro posílení své víry dívat. Pro někoho je biskupský palác a biskupská vana v ceně osobního automobilu odrazem Boží slávy. Pro někoho je to výraz duchovní deformace evangelia. Svatý František taky spočívá v hrobce, ze které by nejspíš znechuceně vylezl, kdyby mohl. Mnoho lidí ale návštěva jeho hrobu posiluje a stávají se pak lepšími. I takové věci jsou možné, neboť u Boha není nic nemožného.